# 前亞視新聞人員列表
前亞視新聞人員列表，依目前所屬機構，本列表列出現時以及曾已過去出任在職亞洲電視新聞部的前員工。

## 新聞部前員工
註：以下列表內所有員工皆已離開亞視新聞。
| 近況：轉投無綫新聞/無綫電視                    | 近況：轉投無綫新聞/無綫電視                         | 近況：轉投無綫新聞/無綫電視                       | 近況：轉投無綫新聞/無綫電視                                           | 近況：轉投無綫新聞/無綫電視                                     | 近況：轉投無綫新聞/無綫電視                         | 近況：轉投無綫新聞/無綫電視               | 近況：轉投無綫新聞/無綫電視                   |
| ---------------------------------------------- | --------------------------------------------------- | ------------------------------------------------- | --------------------------------------------------------------------- | --------------------------------------------------------------- | --------------------------------------------------- | ----------------------------------------- | --------------------------------------------- |
| 陳偉文                                         | 江金麗                                              | 梁永強                                            | Edmond Fong                                                           | Renato Reyes                                                    | 李燦耀                                              | 簡永信                                    | 張敏思                                        |
| 陳小燕                                         | Tony Sabine／托尼·薩賓                              | 莊斯惠                                            | 周少芳                                                                | 賴啟燊                                                          | Carain Yeung／楊家穎                                | 林佩儀                                    | 林雅惠                                        |
| 陳至君                                         | 章佳強                                              | 張蕭                                              | 黃樹明                                                                | 鄭頴宜                                                          | Michael Chugani／褚簡寧                             | 陳國建                                    | 李嘉莉                                        |
| 田彩玉                                         | 陳雅怡                                              | 周思藍                                            | 余安琪                                                                | 許方輝                                                          |                                                     |                                           |                                               |
| 近況：轉投有線新聞                             |                                                     |                                                   |                                                                       |                                                                 |                                                     |                                           |                                               |
| 關中平                                         | 李永發                                              | 劉培真                                            | 嚴劍豪                                                                | 陳兆煒                                                          | 陳佩兒                                              | 吳侃駿                                    | 朱華強                                        |
| 林穎茵                                         | 黃慧茹                                              | 林佩雯                                            | Harminder Singh／盛浩文 （香港國際財經台）                            | Raymond Yeung／楊偉雄 （香港國際財經台）                        | Diane To／杜若渝 （香港國際財經台）                 | 朱 博 （香港國際財經台）                  | 衛鏡伊 （香港國際財經台）                     |
| 邱潔驊 （香港國際財經台）                      | 吳若瑜                                              | 吳慧詩                                            | 張偉聰                                                                | Anne-Marie Sim （香港國際財經台）                               | 張志豪 （有線電視體育台）                           |                                           |                                               |
| 近況：轉投now TV新聞                           |                                                     |                                                   |                                                                       |                                                                 |                                                     |                                           |                                               |
| 陳鐵彪 （總監）                                | 吳宜婷 （助理總裁）                                 | 黃國強                                            | 錢芷蕾                                                                | 黃婉晴                                                          | 梁錦泉                                              | 簡學悕                                    | 張君熙                                        |
| 岑凱詩                                         | 曾惠琪                                              | 麥國華                                            | 宋貴玲                                                                | 林中義                                                          | 韋迪文                                              | 關麗雯                                    | 楊卓華                                        |
| 李彤茵                                         |                                                     |                                                   |                                                                       |                                                                 |                                                     |                                           |                                               |
| 近況：轉投香港電視娛樂                         |                                                     |                                                   |                                                                       |                                                                 |                                                     |                                           |                                               |
| 羅佩怡                                         | 王嘉恩                                              | 余樂明                                            | 林俊賢                                                                | 龍才生                                                          | 李卓予                                              |                                           |                                               |
| 近況：轉投香港電台                             |                                                     |                                                   |                                                                       |                                                                 |                                                     |                                           |                                               |
| 李燦榮 （第一台《我得你都得》節目主持）        | 王慧蓓                                              | 葉冠霖                                            | 李少媚                                                                | Ann Choy                                                        | 汪溟曦                                              | 陳禛彌                                    | 何俊傑                                        |
| 吳美鈴                                         | 黃雅宇                                              | 張潔茵                                            | 陳月慧                                                                | 黃曉玲                                                          | 吳詠珊                                              | 張詩民                                    | 李大煒                                        |
| 鄭佩思                                         | 何子濠 （香港電台電視節目首席助理發展主管）         | 馮堅成                                            | 姚雋彥                                                                | 林詠雯                                                          | 盧珮珊                                              | 劉國華 （《晨早新聞天地》固定主播）       | 馮兆寧 （第一台《藍地球》主要撰稿人及主持）   |
| 近況：轉投商業電台                             |                                                     |                                                   |                                                                       |                                                                 |                                                     |                                           |                                               |
| 吳潔雯                                         | 劉浩駿                                              | Jonathan Ng                                       | 張珮珊                                                                | 黃思敏                                                          | 葉啟忠                                              | 洪潔薇                                    | 陳潔                                          |
| 歐志良                                         | 姚嘉欣                                              |                                                   |                                                                       |                                                                 |                                                     |                                           |                                               |
| 近況：轉投新城電台                             |                                                     |                                                   |                                                                       |                                                                 |                                                     |                                           |                                               |
| 蔡子君                                         | 陳傑屏                                              | 李敏華                                            | 魏美珍                                                                | 何以樂                                                          | 許秋霞                                              | 尤揚發                                    | 羅文俊                                        |
| 張穎茵                                         | 鍾景平                                              |                                                   |                                                                       |                                                                 |                                                     |                                           |                                               |
| 近況：轉投鳳凰衛視                             |                                                     |                                                   |                                                                       |                                                                 |                                                     |                                           |                                               |
| 卓麗雯 （鳳凰衛視香港台）                      | 唐美鳳 （鳳凰衛視香港台）                           | 陳冠生 （鳳凰衛視香港台）                         | 潘楚源                                                                | 張建業                                                          | 廖振輝                                              | 區佩芬                                    | 李慕基                                        |
| 韓燕瓊                                         | 麥桂源                                              | 吳樹聰                                            | 葉文耀                                                                | 關仲賢                                                          | 陳錦芬                                              | 范宇橋                                    | 陳淑怡                                        |
| 鍾燕玲                                         | 吳文軒                                              | 何戎笙                                            | 康錦楷                                                                | 潘琪慧                                                          | 伍慕蓮                                              |                                           |                                               |
|                                                |                                                     |                                                   |                                                                       |                                                                 |                                                     |                                           |                                               |
| 近況：轉投星島新聞集團旗下                     |                                                     |                                                   |                                                                       |                                                                 |                                                     |                                           |                                               |
| 邱喜耀 （星島新聞集團營運總監）                | 林俊業 （星島日報）                                 | 李志新 （星島日報）                               | 周洪祥 （星島日報）                                                   | 曾穎茵 （東周刊）                                               | 張鴻鈞 （東周刊）                                   | 鄭建生 （東周刊）                         | 敖玉美（頭條日報）                            |
| 李彤 （巴士的報總編輯）                        | 廖栩君 （巴士的報）                                 |                                                   |                                                                       |                                                                 |                                                     |                                           |                                               |
| 近況：轉投東方報業集團旗下                     |                                                     |                                                   |                                                                       |                                                                 |                                                     |                                           |                                               |
| 余卓彬 （東方日報）                            | 倪敏燕 （東方電視）                                 | 蔡奕能 （東方電視）                               | 王穎妍 （東方電視）                                                   | 陳靜婷 （東方電視）                                             | 麥漢華 （東方日報）                                 | 文嘉淇 （東方日報）                       | 陳偉超 （東方電視）                           |
| 羅雯麗 「港。實測」主持                        |                                                     |                                                   |                                                                       |                                                                 |                                                     |                                           |                                               |
| 近況：轉投南華早報                             |                                                     |                                                   |                                                                       |                                                                 |                                                     |                                           |                                               |
| Angharad James                                 | 譚衛兒                                              | 張智仁                                            | 張靈                                                                  | Yonden Lhatoo／育丹夏滔                                         | 梁溯庭                                              | Regina de Luna                            | 鄭穎瑩                                        |
| 近況：轉投世界華文媒體旗下                     |                                                     |                                                   |                                                                       |                                                                 |                                                     |                                           |                                               |
| 關漢昌 （明報出版社）                          | 麥穎 （明報）                                       | 梁寶華 （明報助理總編輯）                         |                                                                       |                                                                 |                                                     |                                           |                                               |
| 近況：轉投英皇集團旗下                         |                                                     |                                                   |                                                                       |                                                                 |                                                     |                                           |                                               |
| 周翠珊 （新傳媒集團）                          |                                                     |                                                   |                                                                       |                                                                 |                                                     |                                           |                                               |
| 近況：轉投耀才證券旗下                         |                                                     |                                                   |                                                                       |                                                                 |                                                     |                                           |                                               |
| 鄔庭欣 （耀才證券公關總經理）                  | 王穎琪 （耀才財經台）                               | 李岸杰 （耀才財經台）                             | 呂啟思 （耀才財經台）                                                 | 林芷彤 （耀才財經台）                                           | 鄺詩雅（耀才財經台）                                |                                           |                                               |
| 近況：轉投成報                                 |                                                     |                                                   |                                                                       |                                                                 |                                                     |                                           |                                               |
| 曾家竹                                         | 趙銘茵                                              | 鄭詩亭                                            |                                                                       |                                                                 |                                                     |                                           |                                               |
| 近況：轉投中央電視台、CGTN                     |                                                     |                                                   |                                                                       |                                                                 |                                                     |                                           |                                               |
| 黃耀祖                                         | 朱梓橦                                              | 史可為                                            |                                                                       |                                                                 |                                                     |                                           |                                               |
| 近況：轉投信報財經新聞                         |                                                     |                                                   |                                                                       |                                                                 |                                                     |                                           |                                               |
| 劉鏡雄                                         | 曾廣裕                                              | 董嘉詠                                            | 張浩然                                                                | 盧卓瑤                                                          | 黃家彤                                              |                                           |                                               |
| 近況：轉投其他傳媒機構                         |                                                     |                                                   |                                                                       |                                                                 |                                                     |                                           |                                               |
| 蕭若元 （myradio主持、 香港人網創辦人）        | 林惠敏 （多元文化電視台）                           | 彭靄慈 （澳門時事評論員）                         | Mary Lloyd （金融時報）                                               | Diana To （華爾街日報）                                         | 雷小玲 （澳廣視新聞）                               | Viola Tang （泰晤士報）                   | 徐明元 （新時代電視）                         |
| Johnathan Lee （今日俄羅斯）                   | 尹錦輝 （新傳媒集團）                               | Eddie Li （今日俄羅斯）                           | 喬夫·吉摩爾 （CNBC）                                                  | 蘆葦琪 （上海第一財經頻道主播、 SMG電視新聞中心駐港記者）       | Laura Westbrook （英國獨立電視台）                  | 陳炎威 （新時代電視 ）                    | 馬湘琪 （經濟通）                             |
| 吳子敏 （香港獨立媒體）                        | 張韻 （山東電視台）                                 | Derek Wong （法蘭克福評論報）                     | 楊龍 （廣東電視台）                                                   | Vivienne Tang （Washington D.C. Metro Area）                    | 葉劍清 （南華傳媒傳訊部副總監）                     | 高璐 （香港衛視港聞部副總監）             | 王明青 （香港衛視副台長）                     |
| Joanne Wong （Star News）                      | Corinna Wu （金融時報）                             | Belinda Lloyd／萊韻怡 （經濟學人）                | 胡燕泳 （香港經濟日報）                                               | 許金峰 （Buzplay）                                              | 朱恩蓓 （王冠一財經頻道）                           | Kumi Taguchi （澳洲廣播公司）             | 彭毅詩 （香港01）                             |
| 陳譪欣 （端傳媒營運總裁）                      | 柳穎璇 （端傳媒）                                   | 丘敏 （端傳媒）                                   | 黃婉玲 （端傳媒）                                                     | 聶德寶 （城寨）                                                 | Emily Siu／蕭嘉麗 （今日俄羅斯）                    | 吳泳茵 （中投傲揚財經頻道）               | Joyce Woo （路透社）                          |
| 林裕華 （香港01採訪主任）                      | 呂婉瑩 （面包台營運總監）                           | 黃國池 （港人講地）                               | 黃慶州 （AM730）                                                      | 楊明龍 （端傳媒顧問）                                           | 陳立志 （Buzplay顧問）                              | 周冰玉 （眾新聞）                         | 甄健輝 （Buzplay）                            |
| Bo Leung （路透社）                            | Brittyn Clennett （路透社）                         | Heyling Chan （路透社）                           | Anne Cheng （路透社）                                                 | 李智智 （廣東廣播電視台）                                       |                                                     |                                           |                                               |
| 近況：轉投運輸業                               |                                                     |                                                   |                                                                       |                                                                 |                                                     |                                           |                                               |
| 王婉心 （港鐵公司傳媒關係經理）                | VICKY WAN（新大嶼山巴士）                           | 林月晶 （港鐵公司）                               | 巫凱宜 （九龍巴士公共關係人員）                                       | 李偉詩 （山頂纜車公共關係人員）                                 | 簡慧芝 （國泰航空公司）                             | 王瑜琴 （法國航空公司公關人員）           | 徐子瀅 （九巴機構發展主管）                   |
| 黃幗誼 （英國航空公司公共傳訊及推廣主任）      | 梁倩影 （港鐵公司社區傳訊事務總監）                 | 廖家欣 （新巴城巴公眾事務經理）                   | 馬金寶 （兼職剪接）                                                   | 戚香蓮 （噴射飛航）                                             | 李安琪 （新世界第一渡輪服務有限公司公關人員）       | 柯慧嫻 （港鐵公司環保政策總監）           | 劉賢興（九龍巴士助理傳播媒介事務總經理）      |
| 區俊謙 （九巴公關）                            | 梁宙然 （港鐵）                                     | 宋紫皓                                            | 施樂秋 （九龍巴士傳播媒介、政府、法定機構、組織及廣告公司關係總經理） | 徐忠明 （九巴機構發展總裁）                                     |                                                     |                                           |                                               |
| 近況：演藝                                     |                                                     |                                                   |                                                                       |                                                                 |                                                     |                                           |                                               |
| 劉惠雲 （無綫電視配音員）                      | 李潤庭 （無線電視藝員）                             | 陳奕璉 （無綫電視女藝員）                         | 蔡富華 （有線電視體育部門主管）                                       | 蔡誌恩 （now TV藝員）                                           | 嚴崇天 （有線電視主持）                             | 陳匡民 （銀河百度）                       | 石晏維 （畫家）                               |
| 林司聰 （配音員）                              | 李綺雯                                              | 梁兆基 （畫家）                                   | 伍家謙                                                                | 蔡芷璇 （KOL）                                                  |                                                     |                                           |                                               |
| 近況：公營機構                                 |                                                     |                                                   |                                                                       |                                                                 |                                                     |                                           |                                               |
| 馮敏芝 （香港考試及評核局）                    | 盧綽怡 （醫院管理局九龍西區醫院聯網傳媒事務總經理） | 黃耀剛 （香港機場管理局）                         | 羅潔儀 （北區醫院）                                                   | 蔡志威 （香港貿易發展局傳媒、政府、娛樂事業及廣告代理關係主管） | 蔣偉峰 （香港個人資料私隱專員公署）                 | 張玉琴 （建造業議會）                     | 蔡江琳 （職業性失聰補償管理局機構傳訊主管）   |
| 薩維俊 （香港機場管理局）                      | 胡可怡 （醫院管理局）                               | 文橋康 （醫院管理局新界東醫院聯網）               | 陳浩忻 （香港機場管理局）                                             | 談美琪 （西九文化區管理局）                                     | 邱靖汶 （監警會）                                   | 楊楚欣 （香港科學園公關經理）             | 鍾慧賢 （僱員再培訓局公共事務主任）           |
| 陳啟樂 （民政事務署）                          | 吳定恩 （醫院管理局）                               | 徐寶兒 （香港吸煙與健康委員會）                   | 文俊言 （瑪嘉烈醫院副傳媒關係主任）                                   | 洪清殷 （香港藝術發展局公共事務總監）                           | 洪肇熙（平等機會委員會助理公共事務主管）            | 陸韻嘉 （監警會副公共事務主管）           | 冼潔貞（香港貿易發展局）                      |
| 近況：學術、教育及升學                         |                                                     |                                                   |                                                                       |                                                                 |                                                     |                                           |                                               |
| 賴穎寶 （香港中文大學醫學院）                  | 潘錦全 （珠海學院講師）                             | 潘福炎 （珠海學院新聞導師）                       | 徐佩瑩 （香港大學傳訊總監）                                           | 黎寶玲 （香港大學）                                             | 惠玲 （珠海學院新聞講師）                           | 伍慕蓮 （升學 於澳洲）                    | 黃潔慧 （香港中文大學）                       |
| 關偉 （香港城市大學媒體與 傳播系高級特任講師） | 陳佩琳 （香港教育大學助教）                         | 李穎勤 （香港科技大學）                           | 曹虹 （香港恒生大學協理副校長（公共關係）及傳播學院院長）             | 李瑞冰 （香港中文大學）                                         | 王玉婷 （香港專業教育學院）                         | 吳穎芝 （香港教育大學公關主管）           | 吳秀華 （香港都會大學公關人員）               |
| 馬俊彥 （香港大學）                            | 唐德全 （澳門大學講師）                             | 姚健文 （珠海學院新聞高級講師）                   | 嚴力耕 （香港教育大學普通話導師）                                     | 羅振邦 （香港浸會大學）                                         | 戴 熙 （升學）                                      | 黃文傑 （香港中文大學副公共關係主管）     | 陳柏而 （香港科技大學公關總經理）             |
| 王榮章 （福建中學）                            | 尹慧筠 （香港大學）                                 | 伍思齊 （聖貞德中學）                             | 陳潤芝 （香港大學）                                                   | 鄧韻芝 （中華廚藝學院）                                         | 馬浩輝 （香港中文大學）                             | 歐啟豪 （青年會書院）                     | 黃迪瑋 （粉嶺救恩書院）                       |
| 何錦燦 （香港中文大學法律學院公共事務主管）    | 鄭鋼英 （香港理工大學公共事務主管）                 | 林永雄 （高主教書院）                             | 王思淳 （王肇枝中學）                                                 | 沈曉偉 （佛教孔仙洲紀念中學）                                   | 林健恒 （聖文嘉中英文幼稚園）                       | 何仲濠 （寶血女子中學）                   | 何錦欣 （香港中文大學）                       |
| 陳俊彥 （珠海學院）                            | 黃芷蕎 （可風中學）                                 | 林雅惠 （香港城市大學傳理系講師 ）                | Wynna Wong                                                            | 朱義強 （香港科技大學）                                         | 嚴俏婷 （珠海學院）                                 | Jeff tang （路德會利東幼兒園）            | 楊家駿 （衛理中學）                           |
| 羅佩瓊（香港恒生大學）                         | 呂珈誼（香港科技大學）                              | 李燕妮（香港中文大學）                            | 陳沛琪（聖公會陳融中學）                                              | 金玲彤（香港恒生大學）                                          | 蘇樂恩（香港教育大學）                              |                                           |                                               |
| 近況：金融、地產、保險及建築界                 |                                                     |                                                   |                                                                       |                                                                 |                                                     |                                           |                                               |
| 劉茸 （中信銀行國際）                          | 蔡玉蓮 （香港置業公關）                             | 顧國泰 （屋之島）                                 | 劉曉君 （保險顧問）                                                   | 吳祉諺 （匯豐銀行）                                             | 葉靖斯 （蘇黎世保險）                               | 周文華 （香港渣打銀行）                   | 何沛盈 （樂天證劵香港）                       |
| 郭詠琴（友邦保險）                             | 劉曉儀 （八達通公關）                               | 陳慧琪 （香港交易所公共關係主管）                 | 許作權 （長江實業）                                                   | 麥研科 （施羅德投資）                                           | 何紀頤 （恒生銀行）                                 | 唐穎欣 （嘉里建設）                       | 陳潔瑤 （新世界發展）                         |
| 楊國姿 （長江和記實業公關）                    | 霍婉冰 （渣打銀行企業傳訊主管）                     | 洪綺敏 （麗新集團）                               | 麥雅妍 （中原地產公關主任）                                           | 何俊霆 （恒基兆業公共事務主任）                                 | 蔡展翔 （法國興業銀行）                             | 溫智韻 （恒生銀行公共事務總監）           | 林潔華 （英國保誠）                           |
| 羅鈺文                                         | 曾熙雯 （渣打銀行）                                 | 潘澧瑤 （百利保）                                 | 陳苑蓉 （嘉華國際）                                                   | 丘紫薇 （獨立股評人）                                           | 李穎琳 （利達集團）                                 | 魏派賢 宏利保險                           | 吳浣鍶 （友邦保險）                           |
| 趙也正 （美高梅）                              | 黃文浚（百利保）                                    | 蘇美華（麗新集團助理公共事務主管）                | 李家聰（中原地產機構傳訊總經理）                                      | 余詠琪（美聯物業副公共事務主管）                                | 錢以俐（恒隆地產傳播媒介和任何年齡關係副總主管）    | 周冰玉（遠東發展機構傳訊總經理）          | 李卓敏 （信德集團企業傳訊副總監）             |
| 近況：政府及政治機構                           |                                                     |                                                   |                                                                       |                                                                 |                                                     |                                           |                                               |
| 陳國揚 （香港自由黨助理傳播媒介關係主管）      | 張加怡 （民建聯公關）                               | 關仲賢 （澳門全國人大傳播媒介傳訊總經理）         | 林詩媛 （房屋署傳播媒介、娛樂事業 及廣告代理關係主任）                | 周詩泓 （警務處警察公共關係科高級督察（支援 2））               | 王麗珠 （公民力量機構傳訊主管）                     | 老慕貞 （懲教署高級新聞主任）             | 謝明輝 （香港立法會）                         |
| 徐嘉欣 （新民黨公關）                          | 廖嘉軍 （香港海關見習督察）                         | 馬晉修 （創新及科技局高級新聞主任（創新及科技）） | 梁恩銘 （澳門政府新聞局）                                             | 鄧凱晴 （房屋署）                                               | 蘇婉雯 （民主思路）                                 | Nick Waters （政府新聞處撰稿主任）        | 潘金兒 （運輸及房屋局局長新聞秘書）           |
| 樊俊彥 （消防處高級新聞主任）                  | 王煜棋 （運輸署高級運輸主任）                       | 梁立勤 （政府統計處統計主任）                     | 潘金兒 （運輸及房屋局局長新聞秘書）                                   | 金敏俐（建築署新聞聯絡主任）                                    | 高祖怡（屋宇署）                                    | 黎芊芊（公務員事務局新聞秘書）            | 王鳳萍（申訴專員公署副公共事務總經理）        |
| 近况：移民海外                                 |                                                     |                                                   |                                                                       |                                                                 |                                                     |                                           |                                               |
| 蘇霑霈 （美國西雅圖）                          | 黃國禧 （澳洲墨爾本）                               | 李玉蓮 （美國洛杉磯）                             | 蔡文耀 （英國倫敦）                                                   | 張潔慈 （加拿大溫哥華）                                         | 殷莉 （新加坡）                                     | 陳淑麗 （台灣）                           | 趙芍怡 （加拿大多倫多）                       |
| 梁靜雯 （舊金山 - KTSF）                       | 李懿莊 （美國聖荷西）                               | 葉不落 （英國倫敦）                               | 鄺美玲 （澳洲墨爾本）                                                 | 蔡建興 （新加坡Mediacorp）                                      | 李文欣 （加拿大溫哥華）                             | 胡天衡 （澳洲墨爾本）                     | 張曉雯 （英國）                               |
| 近況：娛樂製作與出版業                         |                                                     |                                                   |                                                                       |                                                                 |                                                     |                                           |                                               |
| 何潔珊 （博美娛樂公共傳訊及推廣總經理）        | 張展鵬 （索尼音樂娛樂（香港）公共傳訊及推廣主任）   | 陸俊強 （華納唱片副公共關係總監）                 | 張佩詩 （金牌大風助理公共傳訊及推廣總監）                             | 張杏賢 （香港索尼音樂娛樂公共關係總監）                         | 陳啟賢 （香港索尼音樂娛樂副企業傳訊主管）           | 李小薇 （環球唱片旗下寶麗金公關人員）     | 張譯文 （華納唱片機構傳訊總經理）             |
| 蔡志心 （環球唱片）                            | 駱樂 （太陽娛樂文化）                               | 陳家信 （華納唱片）                               | 聶國瑞 （時信出版署理公共傳訊及推廣總監）                             | 潘志豪 （索尼音樂娛樂市場策劃主管）                             | 張傑威 （環球唱片）                                 | 葉麗麗 （洲立影片公關）                   | 曾百慧 （環球唱片市務研究總主任）             |
| 近況：從商及其他                               |                                                     |                                                   |                                                                       |                                                                 |                                                     |                                           |                                               |
| 陳素娟 （香港科研製藥聯會高級執行董事）        | 顏美玉 （從商）                                     | 繆美詩 （The Parenting Muse執行總監）             | 莊燕玲 （律師）                                                       | 梁麗嫦 （保良局）                                               | Su Ching Teh （上海朗廷揚子酒店公共傳訊及推廣主管） | 黃俊康 （永利澳門渡假村）                 | 張慧慈 （培訓導師）                           |
| 何雯華 （日本Aeon百貨公共關係總經理）          | 黎穎賢 （香港會計師公會副公共關係主任）             | 李懿貞 （東華三院傳媒事務總監）                   | 關據鈞 （澳門漁人碼頭助理傳媒關係主任）                               | 馬宏偉 （香港愛護動物協會公共關係總經理）                       | 麥淑媚 （澳門旅遊娛樂股份有限公司公共關係總經理）   | 蔡宇飛 （澳門金皇冠酒店副僱員培訓主任）   | 孫兆勤 （麥當勞企業發展主管）                 |
| 鄭嘉敏 （澳門賽馬會公關人員）                  | 許文翰 （百事公司公關人員）                         | Tim Bredbury （香港科化總監國際學校及會所訓練）   | 邱曉雯 （意大利樂途公關人員）                                         | 何詠恩                                                          | 徐勇國 （從商）                                     | 梁家其 （德國施德樓公關）                 | 陳敬良 （香港賽馬會傳播媒介事務總經理）       |
| 嚴敏璣 （執業律師）                            | 陳韻雯 （香港公益金公關）                           | 蔡敬姿 （大昌華嘉公共傳訊及推廣總經理）           | 葉國燕 （香港家庭計劃指導會）                                         | 李紫娟 （香港總商會）                                           | 范綺明 （香港賽馬會）                               | 黄淑玲 （寶潔公司公關人員）               | 黃家駿 （澳門金沙賭場）                       |
| 陳洛明 （從商）                                | 王俊彥 （香港賽馬會助理傳媒關係主管）               | 胡鎮華 （英國文化協會機構傳訊總監）               | 李雨童 （葉氏化工公共傳訊及推廣主任）                                 | 陳雅珊 （綠色和平）                                             | 黄志康 （中華電力公關人員）                         | 古素蘭 （澳門銀河娛樂）                   | 曾志康 （太古資源僱員培訓總經理）             |
| 楊梓聰 （德國Puma公關人員）                    | 何祖怡 （長者安居協會公關人員）                     | 譚彩雲 （香港設計中心）                           | 陳寶寶 （數碼通市場部高級編輯）                                       | 謝秀群 （捷成洋行附屬遊艇業務公共傳訊及推廣總經理）             | 劉雅萍 （香港中華煤氣公關人員）                     | 鄧駿暉 （幼兒及兒童教育導師）             | 張惠萍 （香港婚活有限公司創辦人及董事）       |
| 徐月娥 （香港迪士尼樂園度假區傳媒關係經理）    | 馬思韶 （香奈兒上海分行經理）                       | 鄭香紅 （長者安居協會企業傳訊主任）               | 徐偉琪 （味千拉麵）                                                   | 吳巧瓊 （中電集團環保政策總監）                                 | 伍健強 （大陸傳教）                                 | 鄧怡君 （香港愛護動物協會機構傳訊總經理） | 蘇煥娟 （Christian Dior公關人員）             |
| 李靜愉 （亞洲國際博覽館）                      | 王君擎（廚師）                                      | 趙珮瑜 （香港愛護動物協會機構拓展主任）           | 梁建華 （防止虐待兒童會機構拓展主管）                                 | 葉滿紅 （澳門賽馬會副公共事務總監）                             | 譚善彤 （毅信顧問公司高級公關主任）                 | 陳冠鋒 （保良局傳媒關係總經理）           | 麥可風 （香港迪士尼樂園渡假區總公共事務主任） |
| 梁小玲 （香港賽馬會）                          | 劉幸鈺 （澳門旅遊娛樂）                             | 黃翠芝 （智帥公關總監）                           | 趙汝傑 （香港賽馬會）                                                 | 陳穎欣 （麥當勞防止維權演藝同業代言事務主任）                   | 胡彦邦 （香港總商會傳播媒介關係主任）               | 郭詠琴 （KWK Asia公關公司總監）           | 麥理文 （太古飲料）                           |
| 劉瀾昌 （中觀研究所所長）                      | 駱文捷                                              | 顏昭健 （仙妮蕾德公關）                           | 任羨芳 （律師）                                                       | 李嘉怡 （中華電力公關）                                         | 張文采 （公關）                                     | 黃珊 （公關）                             | 楊皚嵐 （澳門最佳西方新新酒店副公關主任）     |
| 譚逸鵬 （香港兒童合唱團）                      | 林湛穎 （香港芭蕾舞團）                             | 李盼儂 （香港賽馬會）                             | 廖忠平 （電能實業）                                                   |                                                                 |                                                     |                                           |                                               |
| 近况：不明及待業                               |                                                     |                                                   |                                                                       |                                                                 |                                                     |                                           |                                               |
| 曾詠珊                                         | Steven Greenwood                                    | Arnaldo Perez                                     | 李詩敏                                                                | Lewis Orrow                                                     | Arthur Wong                                         | 傅玨恩                                    | Stephanie Salmon                              |
| 卜天驕                                         | 穆 查                                               | Peggy Eng                                         | 宗銘達                                                                | Scott Murphy                                                    | Athena Lagos                                        | Sum Lok Kei                               | Lottie May                                    |
| Faulkner Lee                                   | Melissa Bastia                                      | Sarah Prinzi                                      | Jeanna Park                                                           | Betsy May Veloo                                                 | 秦瑞雯                                              | Leo Cheung                                | Mark Kintgen                                  |
| Amanda Stair                                   | 張曉雯                                              | 潘碧雲                                            | Ben O'Rourke                                                          | 余志豪                                                          | Arthur Urquiola                                     | 黃文傑                                    | Larry Marshall                                |
| 陳伽泓                                         | Vicky Wong                                          | Kayla Cho                                         | Donald Lo／羅潤輝                                                     | Nicole Nowlen                                                   | Tam Sai Fan                                         | LaLa Chan                                 | Maya Vajastani                                |
| Tango Chu                                      | Kathy Park                                          | Tim Farley                                        | 簡貝馨                                                                | 黃文浩                                                          | Yip Chun Shan                                       | 江 川                                     | 潘詠兒                                        |
| Shungo Kai                                     | 具格                                                | Joshua Lapp                                       | Ieong Vat Sac                                                         | Lindsay Elmore                                                  | Aaron Welsh                                         | Alexia Teo                                | Brooke Allison                                |
| Cheung Yai Luen / 張藝聯                       | Tim McCornish                                       | Joyce Jankowski                                   | Jennifer Doyle                                                        | Michael Johnson                                                 | Gavin Yee                                           | Annie Leung                               | Violet Tan / 陳自新                           |
| Makai Hall                                     | Victoria Chou                                       | Amber Yuen                                        | Sean Tsui                                                             | Henri Hsu                                                       | Shum Hui Kuan                                       | Ian McKinney                              | Ayşe Çetinkaya                                |
| Jason Baldwin                                  | Lucia Lok                                           | Lei Kip Hsie                                      | Emily Wyant                                                           | Kevin Hofstra                                                   | Andrew Cuchanan                                     | Juliet Mui                                | Natasha Kovrozinich                           |
| Ashley Kawell                                  | Andy Lowry                                          | Roger Kovacs                                      | Yasuko Miyawaki                                                       | Molly Ong                                                       | Siu Chun Kwek                                       | Audrey Hong                               | Madison Wee                                   |
| Wanbay Ngiu / 吴秀学                           | Richard Kotuk                                       | Alex Hoadley                                      | Kyle Maurinson                                                        | Bianca de los Rayas                                             | Alexander Brady                                     | Sin Wai Tim                               | Corrie Hwang                                  |
| 梁家寶                                         | 陳啟樂                                              | 王瑩                                              | 曾楚群                                                                |                                                                 |                                                     |                                           |                                               |
| 近況：*已去世/退休                             |                                                     |                                                   |                                                                       |                                                                 |                                                     |                                           |                                               |
| *包雲龍                                        | *楊子江                                             | 黃樂賢                                            | *李景基                                                               | *伍晃榮                                                         | *凌禮文                                             | *Nick Griffin                             | *鄧景輝                                       |
| 謝志峰                                         | 呂雲生                                              | *梁舜燕                                           | *盧瑞盛                                                               | Diana Lin／林達瑩                                               | 梁家榮                                              | *伍國任                                   | *蕭亮                                         |
| *盧大偉                                        |                                                     |                                                   |                                                                       |                                                                 |                                                     |                                           |                                               |